# Remember the Day
Remember the Day is een Amerikaanse dramafilm uit 1941 onder regie van Henry King. De film werd destijds in Nederland uitgebracht onder de titel Herinner je den dag.

## Verhaal
De oudere lerares Nora Trinall ontmoet de Amerikaanse  presidentskandidaat Dewey Roberts. Ze herkent hem als een van haar leerlingen uit 1916 en ze herinnert zich ook diens relatie tot haar overleden echtgenoot Dan Hopkins.

## Rolverdeling
| Acteur             | Personage                |
| ------------------ | ------------------------ |
| Claudette Colbert  | Nora Trinell             |
| John Payne         | Dan Hopkins              |
| Shepperd Strudwick | Dewey Roberts            |
| Ann E. Todd        | Kate Hill                |
| Douglas Croft      | Dewey Roberts (als kind) |
| Jane Seymour       | Mevrouw Roberts          |
| Anne Revere        | Nadine Price             |
| Frieda Inescort    | Vrouw van Dewey Roberts  |
| Harry Hayden       | Mijnheer Roberts         |
| Francis Pierlot    | Mijnheer Steele          |
| Marie Blake        | Juffrouw Cartwright      |
| William Henderson  | Peter                    |
| Chick Chandler     | Mijnheer Mason           |
| Selmer Jackson     | Graham                   |
| William Halligan   | Tom Hanlon               |